# Synagoge (Elburg)
De Synagoge Elburg of Sjoel Elburg in de Gelderse stad Elburg dateert uit 1855. Het gebouw is gelegen tussen de Jufferenstraat en de Graaf Hendriksteeg. De synagoge is erkend als rijksmonument en in gebruik als museum.

## Geschiedenis
Al vroeg in de 18e eeuw was er sprake van de vestiging van Duitse en Boheemse joden in Elburg. Zij hielden hun bijeenkomsten in een van de woonhuizen van de Elburgse joden. De al niet erg grote gemeenschap was in het begin van de 19e eeuw intern zeer verdeeld. Pas in de tweede helft van de 19e eeuw werden de onderlinge verschillen bijgelegd en kon overgegaan worden tot de stichting van een synagoge. De synagoge werd gevestigd in een pand dat in de 16e eeuw was gebouwd en dat in de 17e eeuw dienst heeft gedaan als residentie van de veldheer Hendrik van den Bergh. In de 19e eeuw waren daar de pakhuizen van de broers Barend en Mozes Wolff gevestigd. Door een verbouwing werd het pand geschikt gemaakt voor de nieuwe bestemming. Er werden spitsboogvensters aangebracht en de vloer op de verdieping werd verwijderd. Op 19 januari 1855 kon de nieuwe synagoge worden ingewijd.
Het aantal joodse inwoners van Elburg bedroeg in de tweede helft van de 19e eeuw ruim 100. In de eerste helft van de 20e eeuw liep het aantal joodse ingezetenen door de ongunstige economische omstandigheden in Elburg sterk terug. In de dertiger jaren van de 20e eeuw waren er nog zo'n 34 joden in Elburg woonachtig. De helft van hen werd tijdens de Tweede Wereldoorlog door de nazi's vermoord. Van de in Elburg geboren joodse Nederlanders werden er 72 vermoord. Slechts één jood keerde terug. In 1947 werd de joodse gemeente van Elburg officieel samengevoegd met de joodse gemeente van Apeldoorn.

## Museum
De synagoge van Elburg, ongehavend tijdens de Tweede Wereldoorlog, kreeg een culturele bestemming als Museum Sjoel Elburg. In de periode 2004 tot 2008 werd de synagoge verbouwd tot museum, dat het joodse leven in de provincie toont. Het museum werd op 6 juni 2008 geopend voor publiek. Begin 2012 werd het museum uitgebreid, onder meer doordat een belendend pand erbij werd getrokken. De uitbreiding werd op 13 juni dat jaar officieel geopend in het bijzijn van prinses Máxima. De nieuwe museumzaal is bestemd voor tijdelijke exposities en  de bovenverdieping wordt gebruikt voor educatie activiteiten. In 2018 werd opnieuw een belendend pand bij het museum getrokken en een grote ontvangstruimte in gebruik genomen.

## Het poortje
De synagoge was toegankelijk via een bakstenen poortje vanuit de Jufferenstraat. Boven de poort staat in het Hebreeuws de tekst Psalm 55:15): "Wij wandelen in gezelschap naar het huis van God". De ingang van Museum Sjoel Elburg is in de Graaf Hendriksteeg. 